# Castilleja chlorosceptron
Castilleja chlorosceptron är en snyltrotsväxtart som beskrevs av Guy L. Nesom. Castilleja chlorosceptron ingår i släktet målarborstar, och familjen snyltrotsväxter. Inga underarter finns listade i Catalogue of Life.